# Römisches Bad (Beirut)

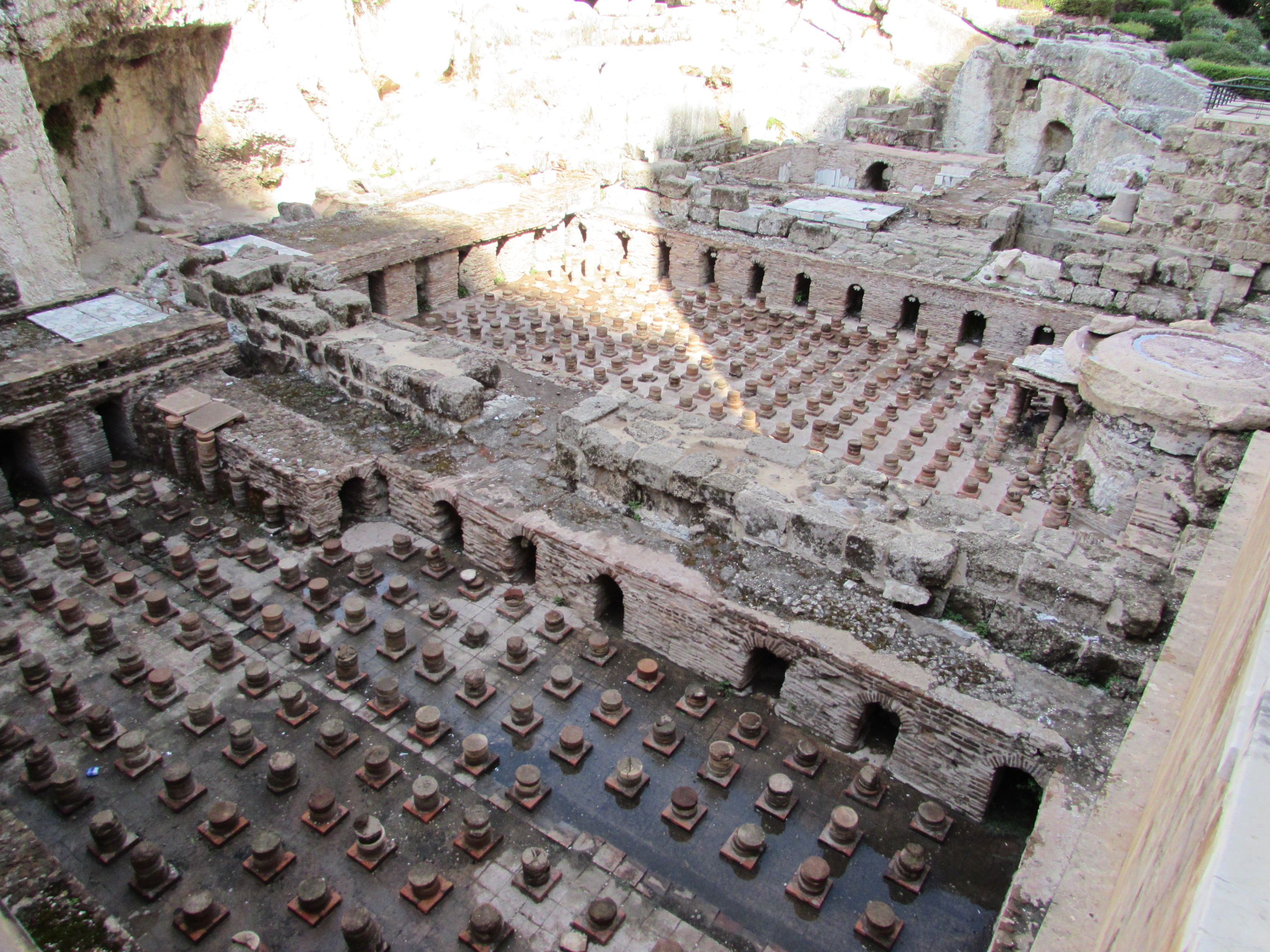
Die Ausgrabungsstätte des Römischen Bades in Beirut

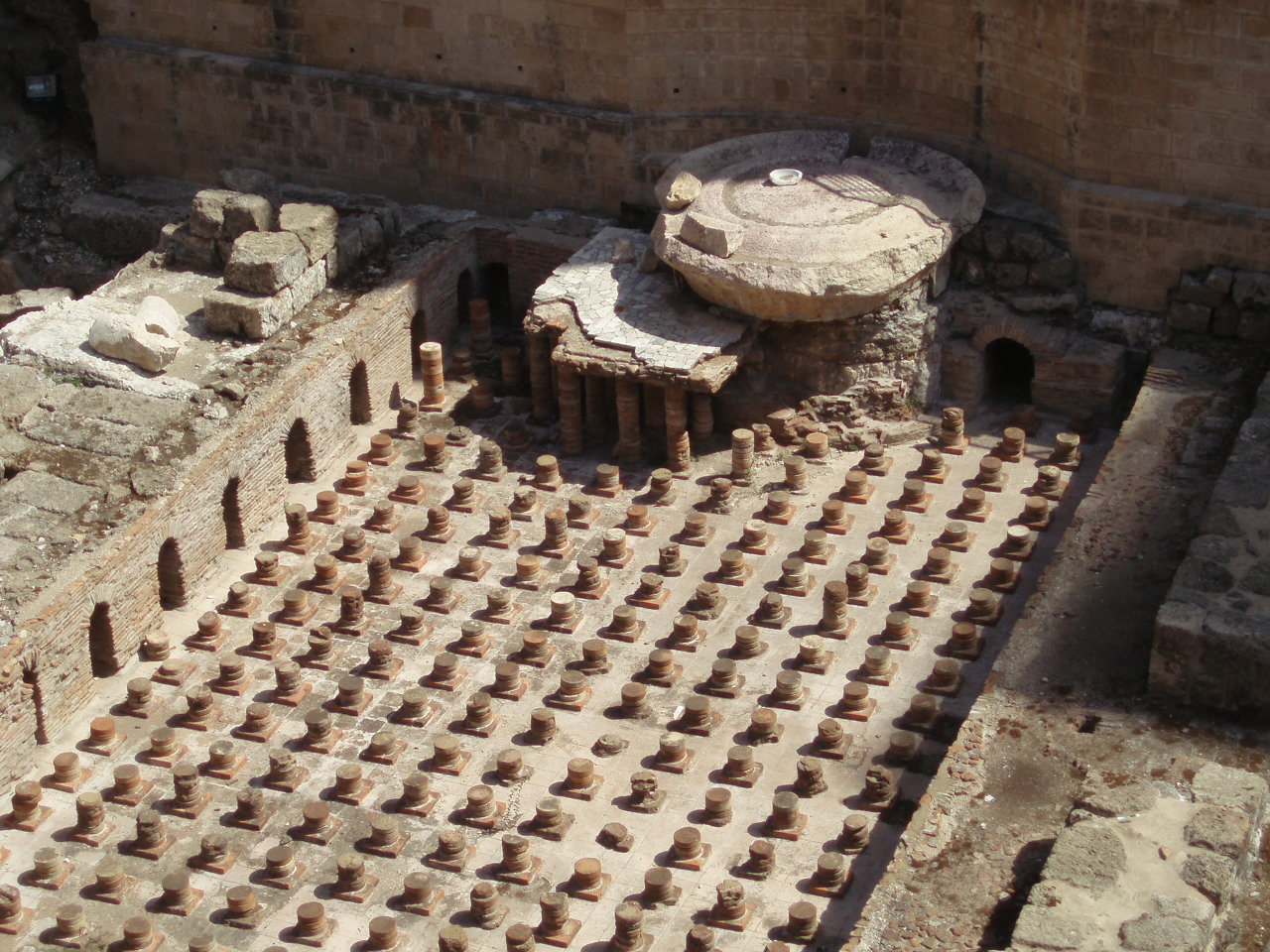
Das Caldarium

Das Römische Bad ist eine archäologische Ausgrabungsstätte einer römischen Therme im Zentrum der libanesischen Hauptstadt Beirut, des antiken Berytos.

## Ausgrabungsstätte
Die Ausgrabung liegt unter freiem Himmel. Freigelegt wurde beispielsweise das Caldarium, der Warmraum der Therme. In Bereichen, in denen die Abdeckung des Fußbodens fehlt, ist die Unterkonstruktion des Hypokaustums, die säulenartige Lagerung der Fußbodenabdeckung und der so für die Warmluft gebildete Freiraum zu erkennen. Daneben ist ein Wasserbecken freigelegt.  Die Ausgrabung ist ganztägig und kostenfrei zu besichtigen.